# Quercus kerrii
Quercus kerrii Craib – gatunek roślin z rodziny bukowatych (Fagaceae Dumort.). Występuje naturalnie w północnej części Tajlandii, Wietnamie oraz południowych Chinach (w prowincjach Kuejczou, Hajnan i Junnan, a także w regionie autonomicznym Kuangsi).

## Morfologia
PokrójZimozielone drzewo dorastające do 20 m wysokości.
LiścieBlaszka liściowa jest nieco skórzasta i ma podługowato-eliptyczny, lancetowaty lub podługowato-lancetowaty kształt. Mierzy 9–18 cm długości oraz 3–7 cm szerokości, jest piłkowana przy wierzchołku, ma nasadę od zaokrąglonej do klinowej i spiczasty lub tępy wierzchołek. Ogonek liściowy jest omszony i ma 10–20 mm długości.
OwoceOrzechy o podługowatym kształcie, dorastają do 7–12 mm długości i 20–28 mm średnicy. Osadzone są pojedynczo w talerzowatych miseczkach do 20–50% ich długości. Same miseczki mierzą 20–25 mm średnicy.

## Biologia i ekologia
Rośnie w widnych lasach, na wysokości do 1800 m n.p.m. Kwitnie od marca do maja, natomiast owoce dojrzewają od października do listopada.